# Лис Микита
Лис Микита — герой казок українського письменника Івана Франка «Лис Микита», «Фарбований лис» (збірник «Коли ще звірі говорили»), сатиричного вірша «Звірячий парламент» та інших. Екранізований в анімаційних фільмах виробництва України в 1958 і 2007 роках. 

## Короткий опис персонажа
Микита походить з бойків і мешкає десь на заході України. Його можна схарактеризувати як розсудливого, господарського, запасливого, а також відважної, хитрої, підступної та шахраюватої постаті, схильної поглузувати з ворогів, безоглядно дошкуляючи їм різними капостями. Він переконаний сім'янин і дуже любить власну дружину і дітей. Обмовлений недоброзичливцями, він змушений податися до Львова на царський суд. Але лис всіляко зволікає виконати цей грізний виклик, обдурюючи та заманюючи царських посланців у хитромудрі пастки. Врешті, прибувши на суд, лис Микита, вміло граючи на царських почуттях, звинувачує своїх недругів у змові та викручується від покарання, пообіцявши цареві «скарб царя Гороха». На якийсь час його рятує красномовство і його хист публічного оратора. Коли його хитрощі виходять на яв, він вступає у двобій з головним суперником — Вовком Неситим і перемагає його не так силою, як підступністю.
В іншій казці про фарбованого лиса, він хитрістю добивається великих посад і почестей, але викривши себе, гине, розтерзаний розгніваним натовпом.

## Цікаві факти
- Крім казки, Іван Франко написав також віршовану політичну байку «Звірячий парламент» [Архівовано 14 вересня 2015 у Wayback Machine.], де Микита — політичний діяч.

- Сам Франко про походження персонажа писав таке[2]:

|  | Ся віршована казка, яку ви, дорогі браття, певно вже читали, над котрою дехто, може, тільки сміявся, а дехто, може, й глибше задумався, міркуючи, що у нас, між хрещеними людьми не одно таке діється, про яке тут у казці розказано, — се не моя видумка, а має свою історію... |

- Друге видання книги 1896 має післямову «Хто такий Лис Микита і звідки він родом?». Усі наступні видання казки містять різні дані та відрізняються один від одного[3].
- Твір вперше проілюстрований в 1890 р. художником Теофілом Копистинським.[4]

- Поет Максим Рильський, не без ризику для себе, зробив редакцію твору відповідно до вимог Літради компартії УРСР, — окремі члени якого вимагали навіть усунення «Лиса Микити» з української літератури, — чим, по суті, врятував Лиса Микиту для майбутніх поколінь[5].

- Під час створення мультсеріалу, Микиту малювали сімдесят аніматорів[6].

- Анімаційний Микита трохи відрізняється від літературного. Про це розповів журналістам художник-постановник Едуард Кирич[7]:

 — Центральний персонаж, Лис Микита, вас особисто надихнув? 
 — О, Микита — персонаж шикарний. Він кожному насолив, і всі скаржаться на нього царю — Левові. Ані зловити, ані покарати не можна — верткий! На цьому і зав'язано сюжет. Врешті-решт, Лиса призначили канцлером — він і розумний, і хитрий. Така ось мораль у цієї аморальної картинки. Але деякі уривки ми повикидали. Наприклад, той, де Микита запечатав заячу голову і віддав Цапу, щоб він відніс Цареві подарунок. Не можна ж показувати дітям мертвого зайчика — він у нас живий, схопився, спритно озирнувся, розумієте? Отже ми тут самі собі цензура.

- В аудіокнизі «Лис Микита», Микиту озвучує Володимир Кокотунов.

## Персонаж в популярній культурі
- У 80-ті рр. в УРСР виходив публіцистичний журнал «Лис Микита».

- Першим спектаклем Київського Театру ляльок став «Лис Микита»[8].

- У гірськолижному курорті Славське розташований тризірковий котеджний готель «Лис Микита»[9][10].

- Підприємцем Правкіним О. Ю. була зареєстрована торгова марка з випуску м'яких іграшок Лис Микита™ [11].

- У книзі Тараса Кінько «По секрету всьому світу» [Архівовано 19 серпня 2007 у Wayback Machine.], Лис Микита — «Відомий у всьому Прикарпатті шахрай».

- Український виконавець популярних пісень Юрко Юрченко виконує пісню [Архівовано 30 серпня 2010 у Wayback Machine.] про Лиса Микиту.

- У «Живому Журналі» ведеться щоденник фарбованого Лиса[12].

- Лиса Микиту називають «українською відповіддю покемонам»[13].

- І сьогодні образ Фарбованого Лиса є поширеним запозиченням у політичній сатирі[14].

- Микиті присвячено безліч творчих перероблень, як, наприклад, настінне панно художниці Лілії Куденко «Лис Микита з дружиною» або flash-анімація [Архівовано 3 листопада 2013 у Wayback Machine.] художника-аніматора Михайла Яремка.

- За мотивами казки «Лис Микита»  у Дитячому театрі балету Львова створений одноактний балет (прем'єра відбулася 29 травня 2011 року).
- У Львівській національній опері 21 лютого 2020 року відбулася прем'єра опери «Лис Микита», в основу якої лягла однойменна казка-поема Івана Франка.